# Ryan Broekhoff
Ryan Broekhoff (Melbourne, 23 de agosto de 1990) es un jugador de baloncesto australiano que pertenece a la plantilla de los South East Melbourne Phoenix de la National Basketball League (Australia). Con 1,98 de estatura, su puesto natural en la cancha es el de alero.

## Carrera

### Universidad
En 2009 se matriculó en la Universidad de Valparaíso una universidad privada ubicada en Valparaíso, Indiana.
Jugó durante 4 años con los Valparaiso Crusaders, en su última temporada promedió 15,7 puntos por partido y lideró al equipo a ser campeón de la Horizon League. Al finalizar su etapa universitaria decidió presentarse al draft de la NBA de 2013.

### Profesional

#### Europa
Tras no ser elegido en el draft, da el salto a Europa, y en verano de 2013 ficha por el Beşiktaş turco.
Después de dos años en Turquía donde en su última temporada promedió 11.5 puntos y 6.2 rebotes en la TBL turca y 10.9 puntos y 5.4 rebotes en la Eurocup, en septiembre de 2015, el alero australiano firma por el Lokomotiv Kuban ruso.
Tres temporadas en Rusia, en la que ganó la Copa en 2018.

#### NBA
El 6 de agosto de 2018 firmó un contrato por dos temporadas con los Dallas Mavericks de la NBA. Debutando en la NBA el 17 de octubre de 2018 ante Phoenix Suns.
Después de dos años en Dallas en los que disputó 59 encuentros, el 11 de febrero de 2020, es cortado para hacer hueco en la plantilla a Michael Kidd-Gilchrist.
El 27 de junio de 2020, ficha por Philadelphia 76ers para la reanudación de la temporada 2019-20. De cara a la siguiente temporada, el 24 de noviembre de 2020, los 76ers le ofrecen continuar en el equipo con un contrato no garantizado, a pesar de no haber disputado ningún partido oficial.

#### Australia
El 14 de febrero de 2021, firma por el South East Melbourne Phoenix de la National Basketball League (Australia).

### Selección nacional
Participó en categoría inferiores de la selección de Australia, siendo parte del combinado australiano en el Mundial Sub-19 de 2009 la Universiada de 2011 y la de Universiada de 2013 donde ganó la medalla de Plata. 
Ya con la selección absoluta, participó en el Mundial de 2014 y en los Juegos Olímpicos de 2016.

## Estadísticas de su carrera en la NBA

### Temporada regular
| Año     | Equipo | PJ | PT | MPP  | %TC  | %3P  | %TL  | RPP | APP | ROB | TPP | PPP |
| ------- | ------ | -- | -- | ---- | ---- | ---- | ---- | --- | --- | --- | --- | --- |
| 2018-19 | Dallas | 42 | 0  | 10.8 | .452 | .409 | .789 | 1.5 | .5  | .1  | .1  | 4.0 |
| 2019-20 | Dallas | 17 | 1  | 10.6 | .373 | .392 | .875 | 2.5 | .6  | .3  | .2  | 4.2 |
| Total   | Total  | 59 | 1  | 10.7 | .427 | .403 | .815 | 1.8 | .6  | .2  | .1  | 4.0 |